# Afra (torrente)
L'Afra è un torrente della provincia di Arezzo.

## Percorso
Il torrente nasce nel comune di Pieve Santo Stefano nel massiccio dell'Alpe della Luna (più precisamente dal monte dei Frati). Dopo circa un chilometro di corso entra nel territorio di Sansepolcro lambendo il centro abitato. Successivamente viene sorpassato dall'E45 e sfocia da sinistra nel fiume Tevere, dopo circa 14 km di corso.